# Deux Copains de régiment
Pour plus de détails, voir Fiche technique et Distribution.
Deux Copains de régiment (en russe : Служили два товарища, Sloujili dva tovarichtcha) est un film soviétique réalisé par Ievgueni Karelov (ru) et sorti en 1968.

## Synopsis

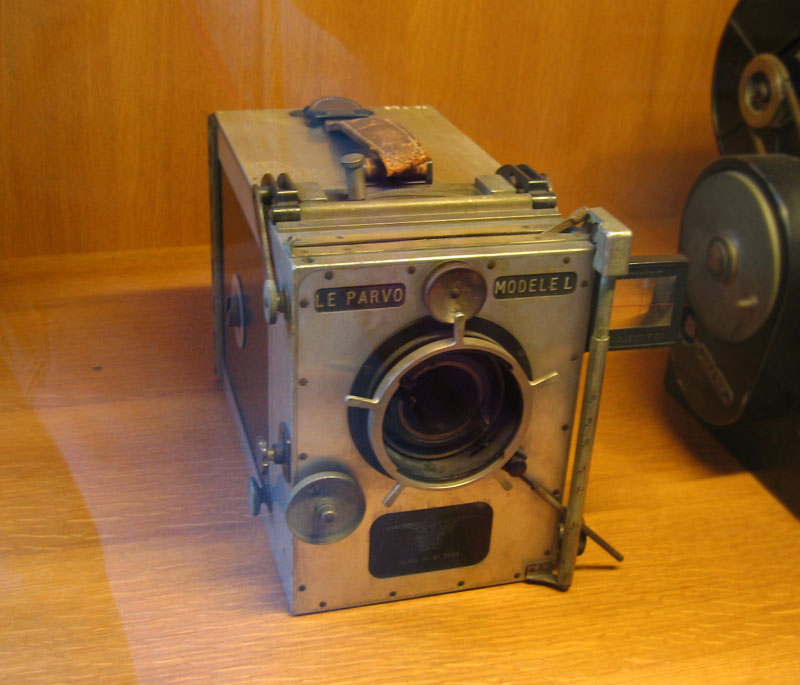
caméra Debrie Parvo modèle 2, 1928, donc plus récente que celle utilisée dans l'histoire qui se passe vers 1920-1921

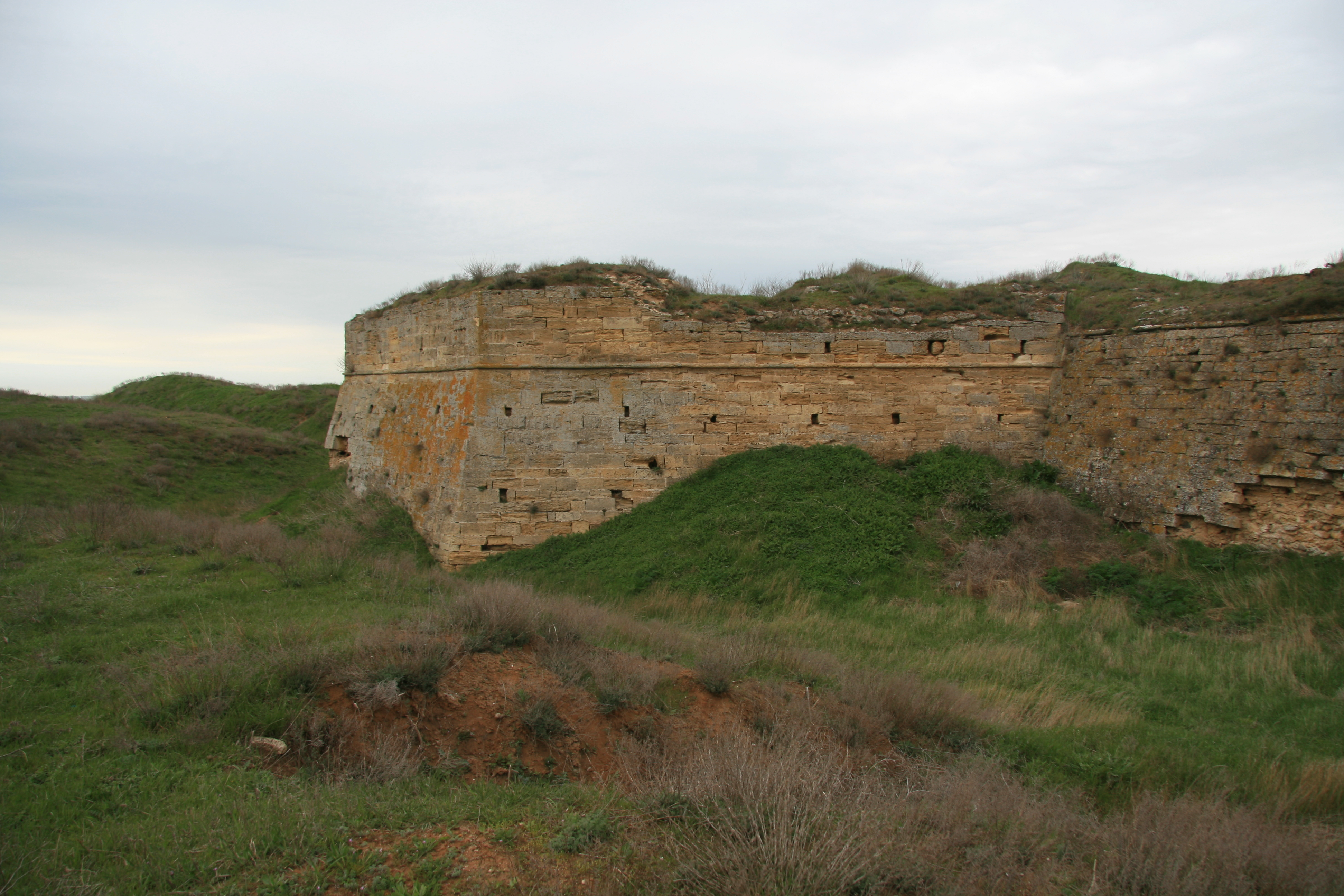
Forteresse d'Arabat

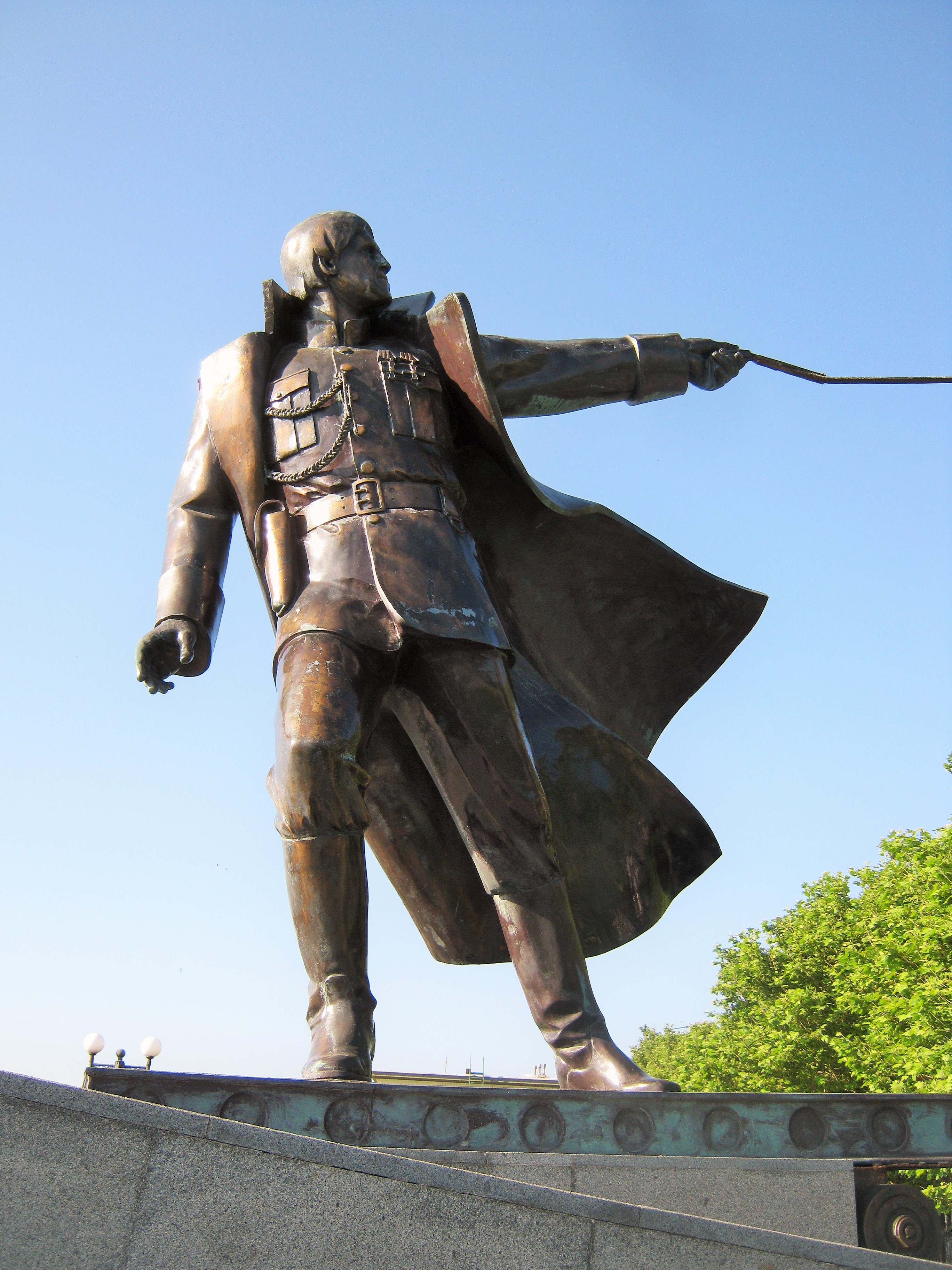
Novorossiïsk : hommage à Vladimir Vyssotski dans le rôle du lieutenant Sacha Nikititch Broussentsov

Presque la totalité des événements se passe entre le 1er novembre et le 17 novembre 1920.
C'est, à la base, l'histoire de la construction d'une amitié entre un photographe, fils d'un pope, et un « agitateur politique » communiste que tout, sauf les intérêts, oppose. L'un est grand et assez mince, Andreï, l'autre, Ivan, est petit et assez râblé. Le grand, le photographe est plutôt taciturne et calme, l'autre est un moulin à paroles et plutôt agité.
C'est simultanément, intercalée à plusieurs reprises, une évocation de la vie des Blancs réfugiés dans Sébastopol dont les principaux protagonistes sont Alexandra, ou Sacha, sœur de la miséricorde et le lieutenant Aleksandr, ou Sacha, Nikititch Broussentsov.
Les circonstances ont placé Andreï et Ivan, sur le front, en face des troupes du général Piotr Nikolaïevitch Wrangel refoulées en Crimée par l'Armée rouge qui va essayer de les anéantir. La tâche s'annonce très difficile parce que les Blancs sont protégés par les marais du Syvach et un système défensif considérable.
C'est la raison pour laquelle le commandant de la compagnie ayant comme trophée de guerre une caméra Debrie fait appel à Andreï Nekrassov qui a été photographe pendant deux ans pour monter à bord d'un l'aéroplane et filmer les fortifications ennemies afin de préparer l'offensive. Encadré par Ivan Kariakine et conduit par le pilote qui s'approche le plus possible, il filme le remblai des Turcs et son appareil défensif. Mais l'avion cale et au bout d'un long vol plané va s'écraser dans un champ. Le pilote est tué sur le coup : Kariakine et Nekrassov en réchappent. Tombés dans le secteur contrôlé par les troupes de Nestor Makhno, ils sont capturés. Les maknovistes combattant les blancs, les prennent pour des espions et on les enferme en attendant de les fusiller, solution simple, efficace dans ces circonstances où la vie compte peu. Par ruse ils s'emparent d'une tatchanka, échappent à leurs poursuivants et atteignent un campement de l'armée rouge. Immédiatement, la commissaire, voyant ces individus qui n'ont pas de papiers, qui prétendent avoir pris des photos à bord d'un avion et qui déboulent en charrette sont des espions tout à fait indiqués pour le peloton d'exécution. Malgré les protestations d'Ivan qui la traite de sorcière, ils vont y passer. Sur ces entrefaites le chef d'état-major arrive, les reconnaît et remet les choses en place. On demande à Nekrassov de projeter son film; hélas rien d'utile ne subsiste ce qui déclenche une colère folle chez Ivan. Cependant grâce à sa très bonne mémoire visuelle, normale sans doute chez un photographe, Andreï arrive à dessiner ce qu'il a vu du dispositif ennemi. Son travail confronté aux renseignements précédemment rassemblés corrobore toutes les informations reçues ce qui lui permet d'avoir toute la confiance de ses supérieurs qui ont en même temps les informations nécessaires pour l'offensive.
Pendant ce temps, à Sébastopol, le lieutenant Broussentov qui essaie de passer son temps le mieux possible, surpris dans son sommeil par l'ordonnance de Mironov, se croyant menacé et ne le reconnaissant pas, le tue. Consigné, il fait la connaissance d'Aleksandra avec laquelle il a souvent des conversations où chacun exprime son point de vue sur la situation.
Mikhaïl Frounze et le commandant en chef donnent l'ordre d'attaquer le 7 novembre à minuit au plus tard, de nuit, par l'arrière et par les marais du Syvach pour l'effet de surprise et parce que les lignes défensives sur le Perekop sont presque imprenables. La surprise n'est pas totale car Broussentsov consulté par le colonel Vassiltchikov envisage l'éventualité d'une attaque par les marais ce qui pousse Vassiltchikov à faire, à tout hasard, allumer les projecteurs. Découverts les rouges sont soumis à un feu intense et doivent s'enterrer. Le commandant de l'unité où sont Kariakine et Nekrassov étant tué, Ivan le remplace. Il donne du câble et des hommes à Andreï pour qu'il pose une ligne afin d'être relié à l'état-major de la division. Le commandement décide d'attaquer le remblai des Turcs pour éviter que les blancs en retirent une partie de leurs troupes pour écraser les rouges acculés aux marais. L'attaque a lieu et devant les formidables fortifications les pertes sont énormes mais cela permet aux rouges de forcer le Syvach. Pris entre deux feux les troupes de Wrangel se replient et abandonnent les fortifications où l'armée rouge pénètre.
Dans les troupes de Wrangel c'est la débandade; certains choisissent de se suicider en se noyant dans la mer, d'autres errent comme von der Krause et Broussentsov qui a récupéré son fidèle cheval Abrek. Voyant au loin des rouges regagner leurs unités le lieutenant décide d'en tuer un avec la balle qu'il leur reste. Elle est pour Andreï qui agonise dans les bras de son copain et quitte une vie où il était déjà revenu de tout.
À Sebastopol c'est le chaos. Broussentsov et Alexandra se marient en catastrophe et rejoignent le quai où des milliers de personnes essaient de monter sur les bateaux pour fuir une terre qui n'est plus la leur. Grâce à un coup de force Broussentsov parvient à rejoindre son épouse sur le «Valencia» mais ne peut emmener son cheval. Le bateau s'éloigne; Abrek pris de panique de voir son maître l'abandonner se jette à la mer pour le rejoindre; Broussentov ne pouvant le supporter se suicide.
Il ne reste plus à Ivan qu'à ramener la caméra, le film et le reste et à repartir seul avec sa peine.

## Fiche technique
Les sites fournissant très peu de renseignements pour compléter la fiche technique, les informations complémentaires ont été recopiées sur le générique.
- Titre français : Deux Copains de régiment
- Titre original : Служили два товарища (Sloujili dva tovarichtcha)
- Réalisateur : Ievgueni Karelov
- Assistants de réalisation : V. Badaïev, V. Berezko, I. Doljikov, G. Poliakova, A. Serdioukov,
- Scénario : Iouli Dounski et Valeri Frid
- Photographie : Mikhaïl Ardabevski et Viktor Belokopytov
- Son : Rolan Kazarian
- Montage : Maria Renkova
- Costumes : Z. Korneïeva
- Maquillage : N. Zakhrova
- Décors : Lev Semionov et Boris Tsariov
- Effets pyrotechniques : A. Karpovitch
- Consultants militaires : le lieutenant général L. Kazakov, le général major N. Molotkov et le colonel I. Sergueïev
- Compositeur : Evgueni Ptitchkine
- Chefs d'orchestre : Mark Ermler et N. Sergueïev
- Société de production : Mosfilm
- Langue : russe
- Format : noir et blanc - mono
- Durée : 99 minutes
- Dates de sortie : 
  - URSS : 21 octobre 1968

## Distribution
- Oleg Yankovski : Andreï Nekrassov, le cameraman
- Rolan Bykov : Ivan Trofimovitch Kariakine
- Vladimir Vyssotski : le lieutenant Aleksandr ou Sacha Nikititch Broussentsov
- Iya Savvina : Alexandra ou Sacha, sœur de la miséricorde
- Valentina Berezoutskaïa : la propriétaire du seau tombé dans le puits
- Juozas Budraitis : membre du siège des rouges
- Nikolaï Bourliaïev : l'adjudant Sergueï Loukachvitch tué «malencontreusement» par Broussentsov
- Vadim Chavrov : le pilote de l'aéroplane
- Alla Demidova : la commissaire qui interroge Andreï et Ivan
- Nikolaï Doupak : commandant de l'armée qui explique au tableau le plan des opérations
- Vladimir Evtchenko : un makhnoviste qui regarde étonné Andreï et Ivan s'emparer de la tatchanka
- Vassili Fouchtchitch : Savtchouk, un makhnoviste qui veut s'emparer de l'appareil photo
- Valeri Frid : le docteur Semion Markovitch
- Rostislav Iankovski : le colonel Vassiltchikov de l'armée blanche qui demande à tout hasard d'allumer les projecteurs
- Apollon Iatchnitski : le voisin de Sacha à bord du navire
- Nikolaï Ioudine : le pope qui marie Aleksandra et Aleksandr
- Ievgueni Karelov : un soldat
- Elizaveta Kouziourina : une dame
- Iouri Kouzmenkov : un soldat assis au P.C. du régiment
- Nikolaï Krioutchkov : chef de compagnie
- Piotr Krylov : chef d'Etat major qui propose à Andreï de choisir : monter dans l'avion pour filmer les fortifications ou aller en cour martiale
- Ievgueni Markov : un monsieur
- Boris Molodan : Semion Panassiouk, la sentinelle
- Aleksandr Mombeli : tireur letton
- Viktor Otisko : un soldat assis au P.C. du régiment
- Anatoli Papanov : chef de régiment
- Nikolaï Parfionov : officier de l'armée blanche interrogeant Broussentsov qui vient de tuer le jeune adjudant
- V. Silantiev : chef de brigade qui offre son mauser à Andreï
- Veniamine Smekhov : le baron von der Krause
- Anatoli Sobolev : cascadeur
- Roman Tkatchouk : officier de la garde blanche qui informe Broussentsov du sort de son cheval
- Aleksandr Tolstykh : un makhnoviste
- Kirill Zamochkine : le chef des makhnovistes que l'on découvre en train de manger ce qui semble être du poisson séché

- Autres acteurs dont le rôle n'est pas précisé :  
  - Vassili Badaïev, Boris Batachev, Viatcheslav Beriozko, N. Brodski, A. Garbouz, Valentine Goloubenko, Tatiana Ivanenko, Oleg Mikhaïlov, Ivan Papamonov, Leonid Pirogov, Vladimir Semionov, Valentina Sperantova, Vladimir Tokmenine, Sacha Zouïev [2].

## Autour du film
- Le site Kinoglaz indique que ce film a pu être vu en France au 17e festival de cinéma russe au théâtre Toursky à Marseille du 20 au 24 mars 2012 et au 3e festival du film russe de Paris du 6 au 14 mars 2017 sous le titre Deux camarades à l'armée.
- Le même site indique qu'il a été aussi sélectionné pour le festival Vive le cinéma de Russie à Saint-Pétersbourg en 2013.
- En 1969, ce film a attiré 22 500 000 spectateurs en URSS.
- Dans les suppléments du DVD le fils de Vladimir Vyssotski, Nikita Vyssotski parle de son père et dit que ce film fut un de ses meilleurs rôles. On y apprend également que le cheval qui, dans le film, est celui du lieutenant Broussentov, refusait de se jeter à l'eau, que certaines scènes ont été coupées et que lors du tournage Nikolaï Doupak s'est blessé au pied avec une baïonnette. Sur la page russe consacrée à ce film il est écrit que Vladimir Vyssotski était déçu par ce film car il trouvait qu'on avait trop réduit sa présence sur l'image.
- Les dialogues utilisent beaucoup l'argot ce qui donne des répliques imagées, percutantes et humoristiques particulièrement bien venues pour les troupes makhnovistes et rouges qui étaient pour l'essentiel recrutées dans la "plèbe". Exemple : au début un cavalier demande "Hé, les pays vous n'avez pas un soldat du nom de Nekrassov?" : il n'est pas là et un soldat répond malicieusement "Pas de Nekrassov. Un Pouchkine, oui" ce qui fait rire tout le monde. Cette couleur particulière du langage choisi est peut-être dû à ce que le scénariste Valeri Frid avait passé quelque temps au Goulag [3]. Cette réplique jaillit alors que, devant les soldats rassemblés, le médecin fait une conférence sur les poux. Cet épisode a véritablement eu lieu dans la vie de S. M. Frid, père du scénariste Valeri Frid [4].
- Les scènes censées représenter l'attaque du remblai des Turcs ont été tournées sur et devant la forteresse d'Arabat et d'autres scènes dans la ville de Souvorovo en Bulgarie.
- Un article recueilli dans "Show-biz" (Шоу-биз) enrichi de photographies raconte d'autres anecdotes de tournage[5].
- Ce sont les makhnovistes, guidés par un paysan de la région, qui avaient voulu traverser le Syvach par surprise, et Frunze ne leur avait estimé que 1% de réussite, les laissant en fer-de-lance essuyant les lourdes pertes, mais immédiatement suivis de l'élite lettone.
- Rostislav Iankovski est le frère aîné d'Oleg Iankovski.